# جوسيف كايزر
جوسيف كايزر (بالألمانية: Josef Kaiser)‏ هو مهندس معماري ألماني، ولد في 1 مايو 1910 في تسليه في سلوفينيا، وتوفي في 5 أكتوبر 1991 في Altenberg, Saxony ‏ في ألمانيا.